# Paedarium parvum
Paedarium parvum är en tvåvingeart som beskrevs av Aldrich 1926. Paedarium parvum ingår i släktet Paedarium och familjen parasitflugor.
Artens utbredningsområde är Jamaica. Inga underarter finns listade i Catalogue of Life.